# 天記
天記(λ Vel / 船帆座λ)是船帆座的一颗恒星，俗名Suhail(该名有时也混用指船帆座γ)。
天记是K5光谱型的超巨星，估计年龄只有3100万年。它是一颗不规则变星，星等在+2.14到+2.30之间变化。

## 演化
天記現時的質量大約為太陽的7倍，質量介乎於紅巨星和紅超巨星之間，它會繼續膨脹成為超級漸近巨星分支星(Super-AGB star)。超級漸近巨星分支星是指質量介乎於大約7－10個太陽質量的紅色巨星，它們的物理特徵介乎於一般的漸近巨星分支星和紅超巨星。天記很有可能最終以氧氖白矮星結束它的生命，天記或者有足夠的質量以電子捕獲的方式爆炸成為超新星，而爆炸後的殘餘物成為中子星。

## 语源
它的中世纪名称Suhail（也作Al Suhail, Alsuhail, Suhail Alwazn）是阿拉伯语السهيل الوزن suhayl al-wazn 的缩写，意为“重要的”。有时也会写作Suhail al Muhlif，该名也可以指船帆座γ。